# Angostura (Sinaloa)
Angostura – miasto w zachodniej części meksykańskiego stanu Sinaloa, położone w odległości około 30 kilometrów od wybrzeża Pacyfiku nad Zatoką Kalifornijską, na północny zachód od stolicy stanu Culiacán Rosales. Miasteczko w 2005 roku liczyło 4279 mieszkańców.

## Gmina Angostura

Położenie gminy Angostura na mapie stanu Sinaloa

Miasto jest siedzibą władz gminy Angostura, jednej z 18 gmin w stanie Sinaloa. Według spisu z 2005 roku ludność gminy liczyła 43 827 mieszkańców. Gminę utworzono w 1916 roku decyzją gubernatora stanu Snaloa. Ludność gminy jest zatrudniona według ważności w następujących gałęziach: rolnictwie, hodowli, rybołówstwie, górnictwie i przemyśle. Najczęściej uprawia się trzcinę cukrową, fasolę, sorgo, pszenicę, soję, krokosz, kukurydzę i produkty ogrodnicze.